# Benjamin Lavernhe
Benjamin Lavernhe (* 14. srpna 1984 Poitiers) je francouzský filmový, televizní a divadelní herec.
Vystudoval Conservatoire national supérieur d'art dramatique a již během studia začal hrát ve filmech. Od roku 2012 je členem divadelního souborem Comédie-Française. Mezinárodnímu publiku se představil ve filmech Dokud nás svatba nerozdělí a Láska na druhý pohled. V roce 2018 si zahrál v televizním seriálu Un Entretien.
Byl třikrát nominován na Césara, jednou v kategorii nejslibnější herec (za film Dokud nás svatba nerozdělí), dvakrát v kategorii nejlepší herec ve vedlejší roli (za filmy Láska na druhý pohled a Osel, milenec a já).

## Filmografie
| Rok  | Film                                             | Role                 |
| ---- | ------------------------------------------------ | -------------------- |
| 2012 | Radiostars                                       | Smiters              |
| 2013 | La Marche                                        | Thomas               |
| 2013 | Un beau dimanche                                 | Thomas Cambière      |
| 2014 | Případ SK1                                       | Frédéric Brunet      |
| 2014 | Libre et assoupi                                 | Alexandre            |
| 2014 | Elle l'adore                                     | Guillaume            |
| 2015 | Le goût des merveilles                           | Pierre               |
| 2015 | Sladký útěk                                      | Bernard              |
| 2016 | Odysea                                           | Jean-Michel Cousteau |
| 2016 | Rupture                                          | Mathias              |
| 2017 | Dokud nás svatba nerozdělí                       | ženich Pierre        |
| 2019 | Curiosa                                          | Henri de Régnier     |
| 2019 | Je voudrais que quelqu'un m'attende quelque part | Mathieu              |
| 2019 | Láska na druhý pohled                            | Félix                |
| 2020 | Osel, milenec a já                               | Vladimir             |
| 2020 | Přípitek                                         | Adrien               |
| 2021 | Francouzská depeše Liberty, Kansas Evening Sun   | mluvčí zubní pasty   |
| 2021 | Delikatesa                                       | vévoda Chamfort      |
| 2021 | Les Choses humaines                              | mistr Célerier       |
| 2023 | Les onze vies de l'abbé Pierre                   | abbé Pierre          |

## Divadelní role v Comédie-Française, výběr
- 2013 Anton Pavlovič Čechov: Tři sestry, Vladimír Karlovič Rode, podporučík, režie Alain Françon
- 2013 Jean Racine: Faidra, Hippolytos, režie Michael Marmarinos
- 2014 Molière: Misantrop, Klitandr, režie Clément Hervieu-Léger
- 2015 William Shakespeare: Sen noci svatojánské, Píšťala, režie Muriel Mayette-Holtz
- 2018 Jean Racine: Britannicus, Narcisse, režie Stéphane Braunschweig
- 2018 Molière: Scapinova šibalství, Scapino, režie Denis Podalydès

## Ocenění a nominace
- César 2018: nominace v kategorii nejslibnější herec, za film Dokud nás svatba nerozdělí
- Molièrova cena 2018: nominace na nejlepšího herce, za roli ve hře Scapinova šibalství
- César 2020: nominace v kategorii nejlepší herec ve vedlejší roli, za film Láska na druhý pohled
- César 2021: nominace v kategorii nejlepší herec ve vedlejší roli, za film Osel, milenec a já